# قمری-بلدرچین غربی
قمری-بلدرچین غربی (نام علمی: Geotrygon chrysia) نام یک گونه از تیره کبوتر است.